# Thrips validus
Thrips validus är en insektsart som beskrevs av Jindřich Uzel 1895. Thrips validus ingår i släktet Thrips och familjen smaltripsar. Arten är reproducerande i Sverige. Inga underarter finns listade i Catalogue of Life.